# دان كلارك (سائق سيارة سباق)
دان كلارك (بالإنجليزية: Dan Clarke)‏ هو سائق سيارة سباق بريطاني، ولد في 4 أكتوبر 1983 في Mexborough ‏ في المملكة المتحدة.

## وصلات خارجية
- الموقع الرسمي
- دان كلارك على موقع Racing-Reference.info (الإنجليزية)
- دان كلارك على موقع DriverDB.com (الإنجليزية)